# Lake Hope, South Australia
Lake Hope är en sjö i Australien. Den ligger i delstaten South Australia, omkring 730 kilometer norr om delstatshuvudstaden Adelaide. Lake Hope ligger 6 meter över havet. Arean är 24,9 kvadratkilometer. Den sträcker sig 7,0 kilometer i nord-sydlig riktning, och 11,2 kilometer i öst-västlig riktning.
Omgivningarna runt Lake Hope är i huvudsak ett öppet busklandskap. Trakten runt Lake Hope är nära nog obefolkad, med mindre än två invånare per kvadratkilometer. Genomsnittlig årsnederbörd är 173 millimeter. Den regnigaste månaden är mars, med i genomsnitt 42 mm nederbörd, och den torraste är oktober, med 1 mm nederbörd.